# Мостова
Мостова (слч. Mostová) насељено је мјесто са административним статусом сеоске општине (слч. obec) у округу Галанта, у Трнавском крају, Словачка Република.

## Становништво
| Година:    | 1994. | 2004.   | 2014.   | 2024.   |
| ---------- | ----- | ------- | ------- | ------- |
| Број људи: | 1574  | 1591    | 1596    | 1562    |
| Разлика:   |       | +1,08 % | +0,31 % | -2,13 % |

| Година:    | 2023. | 2024.   |
| ---------- | ----- | ------- |
| Број људи: | 1566  | 1562    |
| Разлика:   |       | -0,25 % |

Према подацима о броју становника из 2011. године насеље је имало 1.605 становника.